# Boleíte

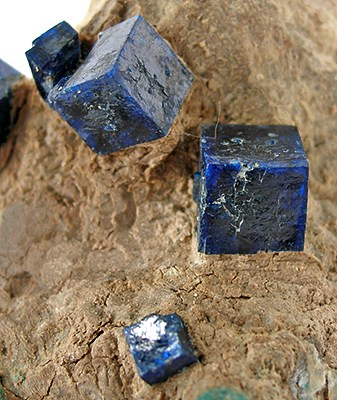
Cristal de boleíte

A boleíte, de fórmula KPb26Cu24Ag9Cl62(OH)48. H2O é um mineral hidratado pertencente à classe dos halogenetos. O seu nome deriva da localidade de El Boleo, no estado de Baja California (México).
Cristaliza no sistema tetragonal e apresenta uma cor azul intensa. Os cristais são geralmente de dimensões muito reduzidas, embora alguns possuam alguns centímetros.
Apresenta uma clivagem perfeita e uma dureza média de 3,2. A densidade é elevada (5,1), muito devido à presença de elementos pesados (prata, cobre e chumbo) na sua rede cristalina.
Apresenta um brilho vítreo ou nacarado ao longo dos planos de clivagem e possui um baixo ponto de fusão. Dissolve-se com facilidade em ácido nítrico (HNO3).

## Formação
A boleíte forma-se tipicamente nas zonas de alteração dos jazigos de sulfuretos (principalmente os de cobre) e, com menos frequência, nos sedimentos de origem antiga, especialmente em argilas residuais que se encontram na zona de lixiviação do soluto, onde se dá a dissolução de elementos por acção das águas infiltradas.

## Ocorrência
A boleíte é um mineral raro, existindo por isso poucos jazigos.
Os principais situam-se em Baja California (México), no Montana (Estados Unidos da América), no Chile, na Austrália e na Grécia.

## Aplicações e valor
A boleíte é um mineral apreciado pelos mineralogistas e coleccionadores, sendo que o valor dos cristais aumenta com o tamanho dos mesmos.
Este mineral não possui, até ao momento, qualquer aplicação prática ou industrial.